# Rio Băieșu
O Rio Băieşu é um rio da Romênia afluente do rio Cristur, localizado no distrito de Hunedoara.